# Acanthobrahmaea
Acanthobrahmaea là một chi bướm đêm thuộc họ Brahmaeidae.

## Các loài
- Acanthobrahmaea europaea (Hartig, 1963)